# Pontificia accademia delle scienze

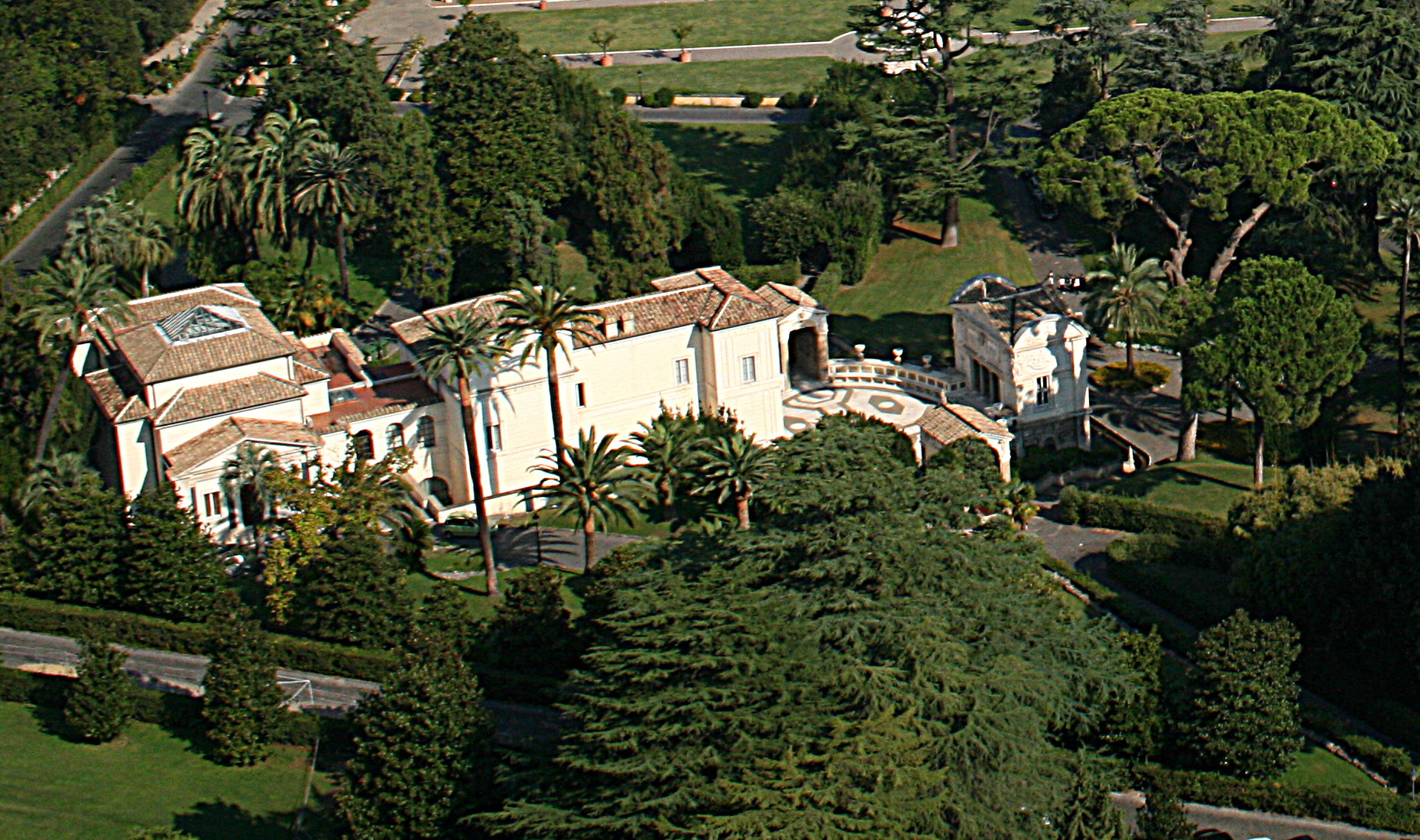
La Pontificia accademia delle scienze e casina di Pio IV

La Pontificia accademia delle scienze (in latino Pontificia Academia Scientiarum) è un'accademia pontificia nata con lo scopo di promuovere il progresso della matematica, della fisica e delle scienze naturali e lo studio dei relativi problemi epistemologici. 
Assieme alla Accademia Nazionale dei Lincei è erede dell'originaria Accademia dei Lincei, fondata a Roma nell'anno 1603 dal principe Federico Cesi; l'attuale istituzione è stata rifondata nel 1847 ed ha assunto questo nome nell'anno 1936, durante il pontificato papa Pio XI. 
Ha sede nella casina di Pio IV, nei Giardini Vaticani.

## Quadro storico
Nelle intenzioni originali del fondatore Federico Cesi, i membri dell'Accademia dei Lincei dovevano praticare un metodo di ricerca basato sull'osservazione, l'esperimento e il procedimento induttivo. Perciò fu denominata Accademia "dei Lincei": per indicare che i suoi membri avrebbero avuto occhi acuti come quelli della lince, allo scopo di penetrare i segreti della natura, osservandola sia a livello microscopico che macroscopico.
Figura preminente della prima accademia fu Galileo Galilei. Poco dopo la morte del suo fondatore però si dissolse. 
Nel 1847 fu ricostituita da papa Pio IX con il nome Accademia Pontificia dei Nuovi Lincei e fu rifondata nel 1936 da papa Pio XI che le diede il nome attuale, mentre lo Stato italiano costituiva l'Accademia d'Italia, che nel 1939 inglobava l'Accademia dei Lincei. Successivamente i suoi statuti sono stati aggiornati da papa Paolo VI nel 1976 e da papa Giovanni Paolo II nel 1986.
Dal 1936 la Pontificia accademia delle scienze ha riguardato sia le ricerche su argomenti scientifici specifici appartenenti a discipline definite, sia la promozione di cooperazioni interdisciplinari. Il numero degli accademici e il carattere internazionale della loro compagine sono andati crescendo. L'accademia è un corpo indipendente nell'ambito della Santa Sede e gode della libertà di ricerca. Negli statuti del 1976 si afferma che "ha come finalità la promozione del progresso delle scienze matematiche, fisiche e naturali e lo studio delle questioni e dei temi epistemologici relativi."

## Attività dell'accademia
L'accademia e l'appartenenza ad essa non sono influenzate da fattori di carattere nazionale, politico o religioso; essa rappresenta una valida sorgente di obiettiva informazione scientifica resa disponibile alla Santa Sede ed alla comunità scientifica internazionale. Attualmente l'attività dell'accademia copre sei aree principali:
1. scienza fondamentale,
2. la scienza e la tecnologia richieste da questioni e temi globali,
3. scienza utile per i problemi del Terzo Mondo,
4. etica e politica della scienza,
5. bioetica,
6. epistemologia.

Le discipline coinvolte sono ripartite in nove campi: discipline della fisica e discipline connesse; astronomia; chimica; scienze della terra e dell'ambiente; scienze della vita (botanica, agronomia, zoologia, genetica, biologia molecolare, biochimica, neuroscienze, chirurgia); matematica; scienze applicate; filosofia e storia delle scienze.
I membri dell'accademia sono eletti dal corpo degli accademici tra gli uomini e le donne di ogni etnia e religione, sulla base del valore scientifico delle loro attività e del loro profilo morale (art. 5 dello statuto). Essi sono poi nominati ufficialmente dal pontefice. L'accademia è governata da un presidente, nominato tra i suoi membri dal papa, coadiuvato da un consiglio scientifico e da un cancelliere. Inizialmente era formata da 80 accademici, 70 dei quali nominati a vita; nel 1986 Giovanni Paolo II aumentò ad 80 il numero dei membri a vita e stabilì che al loro fianco si abbia un limitato numero di accademici onorari scelti in quanto personalità altamente qualificate, ed altri con la qualifica di accademici a motivo delle posizioni che essi occupano, inclusi: il cancelliere dell'accademia, il direttore della Specola Vaticana, il prefetto della Biblioteca Apostolica Vaticana e il prefetto dell'Archivio Segreto Vaticano.
Il 26 ottobre 1996, all'atto di papa Giovanni Paolo II dell'enunciato sull'evoluzione alla Pontificia accademia delle scienze, 26 degli 80 membri della stessa erano vincitori del premio Nobel.
Nel 1972 per la prima volta venne nominato un presidente laico, Carlos Chagas Filho.
Gli atti erano raccolti negli Acta Pontificiae Academiae Scientiarum.

## Fini e auspici dell'accademia

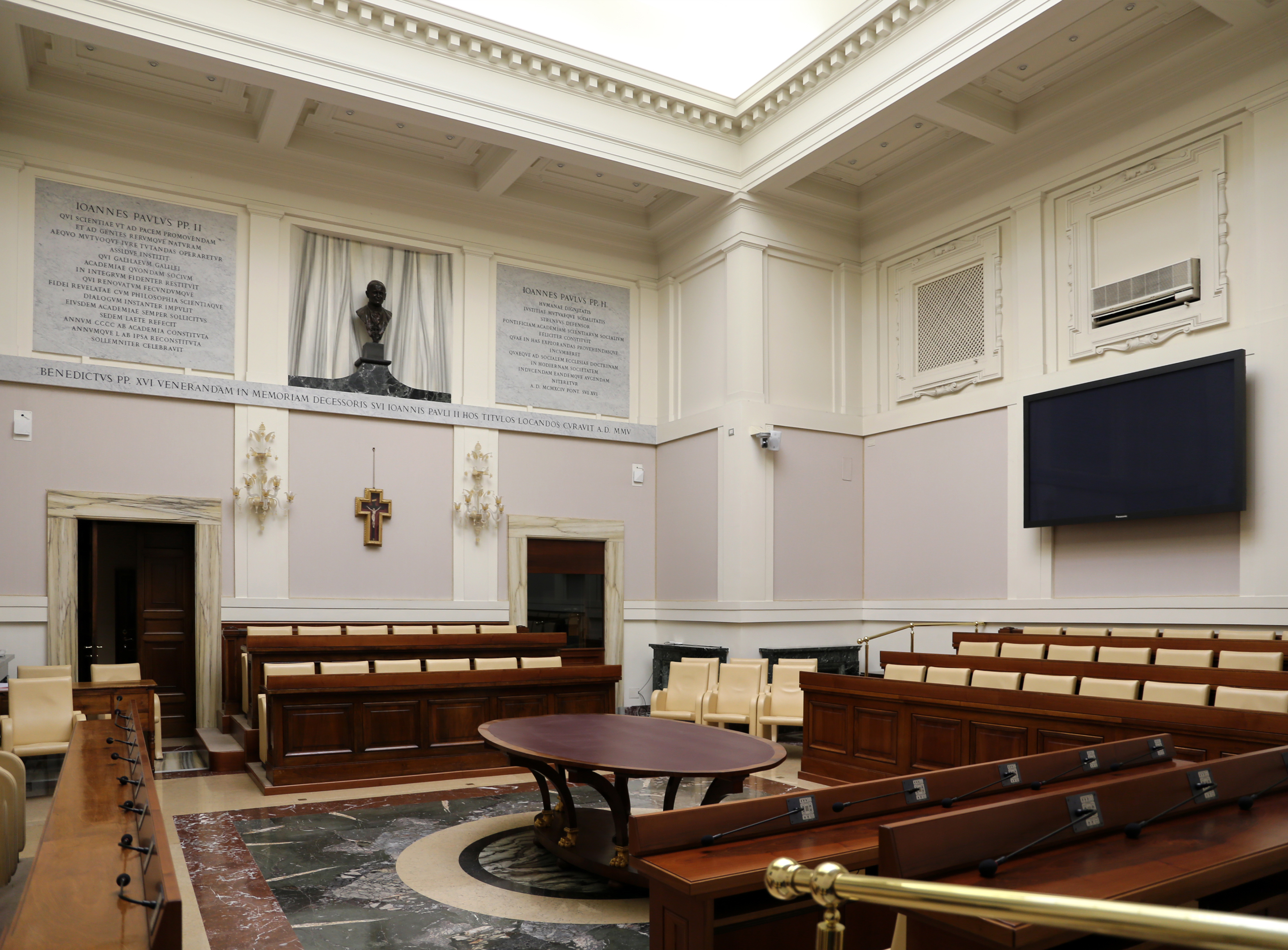
L'Aula Magna

Gli obiettivi e le aspettative dell'accademia sono stati espressi da papa Pio XI nel motu proprio che ha emanato per la sua rifondazione nel 1936:
"Fra le molte consolazioni con le quali la benignità divina ha accompagnato il corso del Nostro Pontificato, Ci piace annoverare anche questa: cioè che abbiamo potuto constatare come non pochi, tra coloro che indagano sperimentalmente i segreti della natura, hanno cambiato così profondamente la loro posizione mentale per quanto concerne la religione, da risultare completamente rinnovati. La scienza, quando sia vera conoscenza del reale, non contra mai con le verità della fede cristiana; al contrario, anzi, - come non potrà che confermare chi abbia consultato gli annali delle scienze - i Romani Pontefici, insieme a tutta la Chiesa, hanno sempre favorito la ricerca degli scienziati anche nelle materie sperimentali, cosicché a loro volta queste discipline hanno consolidato la via per difendere il tesoro della verità celeste, a favore della Chiesa stessa. ... Da parte Nostra c'è inoltre la motivata speranza che gli Accademi Pontifici, anche grazie a questo Nostro e loro Istituto di ricerca, procedano sempre più ampiamente ad incrementare l'avanzamento delle scienze; e null'altro chiediamo se non che con questo esimio proposito e con l'eccellenza dell'impegno risplenda la dedizione di coloro che servono la verità, che a loro stessi domandiamo." (Pio XI)
Quarant'anni dopo, il 10 novembre 1979, papa Giovanni Paolo II ha enfatizzato ancora una volta il ruolo e gli scopi dell'accademia, in occasione del centenario della nascita di Albert Einstein:
"...L'esistenza di questa Pontificia Accademia delle Scienze, di cui nella sua più antica ascendenza fu socio Galileo e di cui oggi fanno parte eminenti scienziati, senza alcuna forma di discriminazione etnica o religiosa, è un segno visibile, elevato tra i popoli, dell'armonia profonda che può esistere tra le verità della scienza e le verità della fede. ... la Chiesa di Roma insieme a tutte le Chiese sparse nel mondo, attribuisce una grande importanza alla funzione della Pontificia Accademia delle Scienze. Il titolo di Pontificia attribuito all'Accademia significa, come voi sapete, l'interesse e l'impegno della Chiesa, in forme diverse dall'antico mecenatismo, ma non meno profonde ed efficaci. ... Come la Chiesa avrebbe potuto disinteressarsi della più nobile delle occupazioni strettamente umane: la ricerca della verità?"
"....Sia gli scienziati credenti che i non credenti sono coinvolti nel decifrare il palinsesto della natura che è stato costruito in un modo così complesso, dove le tracce dei diversi stadi della lunga evoluzione del mondo sono state coperte o mischiate tra loro. Il credente ha il vantaggio di sapere che questo puzzle ha una soluzione, che in ultima analisi c'è di mezzo fondamentalmente l'opera di un'entità intelligente, e che i problemi interposti dalla natura sono stati messi per essere risolti e che la loro difficoltà è senza dubbio proporzionata alle presenti e future capacità umane. Questo, forse, non gli darà nuove risorse per le ricerche in corso, ma contribuirà a mantenerlo ottimista, condizione necessaria per mantenere a lungo lo sforzo della ricerca." (Giovanni Paolo II)

## Cronotassi

### Presidenti
- Mattia Azzarelli (1895 - 1897 deceduto)
- Giuseppe Gianfranceschi, S.I. (1921 - 1934 deceduto)
- Agostino Gemelli, O.F.M. (1937 - 15 luglio 1959 deceduto)
- Georges Lemaître (marzo 1960 - 20 giugno 1966 deceduto)
- Daniel O'Connell (1966 - 1972 dimesso)
- Carlos Chagas Filho (9 novembre 1972 - 1988 dimesso)
- Giovanni Battista Marini Bettolo Marconi (31 ottobre 1988 - 1993 dimesso)
- Nicola Cabibbo (6 aprile 1993 - 18 giugno 2010 dimesso)
- Werner Arber (20 dicembre 2010 - 2017)
- Joachim von Braun, dal 21 giugno 2017

### Cancellieri
- Pietro Salviucci (28 ottobre 1936 - 31 dicembre 1973 dimesso)
- Renato Dardozzi (30 gennaio 1995 - 30 giugno 1997 ritirato)
- Giuseppe Pittau, S.J. (1º luglio 1997 - 4 ottobre 1998 dimesso)
- Marcelo Sánchez Sorondo (5 ottobre 1998 - 4 aprile 2022 ritirato)
- Peter Turkson, dal 4 aprile 2022